# Amazasp III. od Iberije
Amazasp III. od Iberije (gruz. ამაზასპ III), bio je pobunjeni kralj Iberije između 260. i 265. godine. Ovaj se kralj ne spominje u gruzijskim izvorima; po njegovu imenu morao je biti pretendent na prijestolje, potječući iz ogranka kraljevske obitelji Artaksida. Njega je za protu-kralja postavio sasanidski Veliki kralj Šapur I. iz Perzije, suprotstavljajući ga Arsakidu Mitridatu II. Šapur I. je do tada već bio preuzeo vlast u Armeniji, gdje je eliminirao člana iste dinastije Arsakida.
Postojanje ovog kralja poznato je iz trojezičnog Šapurovog natpisa na stijeni u Nakš-e Rustamu, blizu Stakhra, drevnog Perzepolisa i svetog središta dinastije Sasanida, gdje se među popisima spominje kao "Amazasp, kralj Kartlije", vazal kralja: Ardašira od Adiabene, Ardašira od Kermana, Denak, kraljice Harakene ... a kao jedan od kraljeva u službi te zemlje: „koji su pod našom vlašću".
Čini se da je Amazasp III. bio lišen prijestolja 265. godine, upravo onog trenutka kada je Šapurova carska aktivnost bila definitivno pri kraju.